# 16″/45 Mark 6
16″/45 Mark 6 — американское 406-мм 45-калиберное морское орудие Mark 6 времён Второй мировой войны. Орудия Mark 6 были главным вооружением двух линкоров типа «Норт Кэролайн» и четырёх типа «Саут Дакота». Всего было произведено сто двадцать девять штук. Орудия Mark 6 пришли на смену ранее применявшимся ВМС США 406-мм 45-калиберным орудиям Mark 1, поскольку они и системы подачи их установок не были рассчитаны под новые более длинные 1225-кг снаряды. За счёт использования более совершенной и упрощённой конструкции новые орудия получились на 20 т легче.
Ствол орудия скреплялся цилиндрами и оснащался поршневым затвором системы Велина. Пороховой заряд состоял из шести частей, заключённых в шёлковый картуз. Трёхорудийные установки по американским стандартам были очень хорошо забронированы — лобовая плита имела толщину 406—457 мм, барбеты — 406—439 мм. Подача снарядов и зарядов осуществлялась непосредственно в боевое отделение по отдельным линиям подачи. Снаряды традиционно для американских установок хранились вертикально на кольцевых платформах внутри барбета и подавались к орудиям также вертикально. Для снижения рассеивания снарядов в залпе выстрел каждого следующего орудия в башне задерживался на 60 мс. Установки обеспечивали весьма высокую для крупнокалиберного орудия скорострельность в 2 выстрела в минуту, при этом, по сравнению с британскими, были достаточно надёжными.
Орудие, хотя и обладало невысокой для своего калибра пробиваемостью горизонтальной брони, было выше всяких похвал в бою на дальних дистанциях. Тяжёлый 1225-кг снаряд буквально проламывал палубы линкоров противников. К тому же американцам удалось разработать весьма совершенный снаряд, который срабатывал даже при углах встречи с толстой бронёй до 35—45°, что было значительно лучше, чем у европейских и японских снарядов.

## История разработки
В 1922 году вступило в силу Вашингтонское соглашение, объявившее «линкорные каникулы» — ведущие морские державы Великобритания, США, Япония на десять лет заморозили постройку новых линкоров. США получили возможность оставить три линейных корабля типа «Колорадо» с 406-мм орудиями, но вынуждены были пустить на слом строившиеся линкоры типа «Саут Дакота» с 50-калиберными 406-мм орудиями. Вашингтонским соглашением для будущих линкоров устанавливался лимит стандартного водоизмещения в 35 000 длинных тонн, а главный калибр орудий ограничивался 406-мм. В 1930 году на Лондонской конференции линкорные каникулы были продлены до конца 1936 года, а калибр орудий был ограничен 356 мм. Из-за обострения гонки морских вооружений в декабре 1934 года были проведены новые переговоры Великобритании, США, Японии. Переговоры зашли в тупик, и 29 декабря 1934 года японское правительство объявило о денонсации всех ранее подписанных соглашений по морским вооружениям. В 1936 году в Лондоне была созвана новая конференция. США и Великобритания подписали новое соглашение, в котором подтверждались ограничения в 35 000 т и 356-мм. Однако Япония не подписала этот договор. На случай неподписания Японией договора в срок до 1 апреля 1937 года в соглашении имелся пункт, оговаривающий возможность увеличения калибра орудий до 406 мм.
В мае 1935 года США начали работу над эскизными проектами линейных кораблей 1937 года. Первоначально рассматривался вариант как с 356-мм, так и с 406-мм орудиями. На 406-мм орудиях настаивало управление вооружений, считая их более подходящими для нового линкора. Но эти орудия было довольно тяжело вписать в ограниченное договором водоизмещение. Поэтому, с оглядкой на ограничение по калибру по Лондонскому соглашению, выбор был сделан в пользу новых 50-калиберных 356-мм орудий Mark 11. Вместе с тем ожидались трудности с подписанием договора Японией. Поэтому в требования по разработке нового линкора была включена возможность замены орудий на 406-мм 45-калиберные. По окончательному проекту вооружение новых линкоров типа «Норт Кэролайн» должны были составлять двенадцать 356-мм орудий в трёх четырёхорудийных башнях с возможностью замены на три трёхорудийные 406-мм.
Президент Рузвельт был избран на волне пацифистских настроений, поэтому закладка первых с 1921 года двух новых линкоров № 55 и 56 была перенесена из бюджета 1937 на 1938 год. Закладка «Норт Кэролайн» состоялась только в октябре 1937 года. Эта задержка сыграла на руку американцам. 25 марта 1937 года стало достоверно известно, что японцы не подпишут Лондонское соглашение 1936 года, и этот факт отменил договорные ограничения по калибру. Основным изменением стала заложенная исходно замена 356-мм орудий на 406-мм. И хотя, в результате проволочек, Секретарь флота подписал рекомендацию по замене только 15 июня 1937 года, и на верфь новые чертежи пришли уже позже закладки киля «Норт Кэролайн», новые линкоры вступили в строй с девятью 406-мм 45-калиберными орудиями в трёх трёхорудийных башнях.
К середине 1930-х годов произошли изменения в доктрине флота США. Основной тактикой применения линкоров считался бой на большой дистанции. На ожидаемых дальностях боя снаряды падали под большим углом и чаще начинали поражать палубу, а не бортовую броню. Желая повысить бронепробиваемость палуб, американцы разработали новый сверхтяжёлый снаряд Mark 8. Снаряд при массе в 1225 кг обладал весьма скромной начальной скоростью в 701 м/с, и на малых дистанциях боя бронепробиваемость бортовой брони незначительно отличалась от таковой у 356-мм снаряда, выпущенного из 50-калиберного орудия. Однако с ростом дальности медленный тяжёлый снаряд падал под большим углом и значительно лучше пробивал палубу. Американцы много внимания уделили конструкции броневого наконечника. Благодаря более тупой скруглённой конструкции наконечника и качественным материалам стакана снаряда он не раскалывался и не рикошетил при углах падения до 35—45°, в то время как у европейских снарядов эта величина составляла 30—35°, а у японцев, кроме 460-мм снарядов, даже 20—25°.
Старые 406-мм 45-калиберные орудия и их системы подачи не были рассчитаны под новые более длинные снаряды, поэтому были разработаны новые 45-калиберные орудия. Прототип орудия Mk E/0 был получен путём установки на старое орудие нового лейнера. За счёт использования более совершенной и упрощённой конструкции новые орудия получились на 20 т легче.

## Конструкция орудия
| Характеристики 406-мм орудия Mark 6     | Характеристики 406-мм орудия Mark 6 |
| --------------------------------------- | --- |
| Обозначение                             | 16"/45 Mark 6 |
| Дата разработки                         | 1936 |
| Дата начала эксплуатации                | 1941 |
| Калибр, мм                              | 406 |
| Длина ствола, калибров                  | 45 |
| Масса орудия без затвора                | 97 231 |
| Масса орудия с затвором                 | |
| Длина ствола, мм                        | 18 288 |
| Длина орудия, мм                        | 18 694 |
| Длина нарезной части, мм                | 15 668 |
| Объём каморы, дм³                       | 380,1 |
| Количество нарезов                      | 96 |
| Глубина нарезов                         | |
| Крутизна нарезов                        | На части орудий мод 0 — переменная с 1 оборота на 50 калибров у казённика, до 1 оборота на 32 калибра у дула. На остальных постоянная, 1 оборот на 25 калибров |
| Масса бронебойного снаряда, кг          | 1225 |
| Полный заряд пороха                     | 133,8 кг SPD |
| Начальная скорость (новое орудие), м/с  | 701 |
| Начальная скорость (средний износ), м/с | ? |
| Рабочее давление в стволе, кг/см²       | 2835 |
| Живучесть ствола, ЭПЗ                   | 395 |

Длина ствола — 45 калибров (18,288 м). Ствол состоял из лейнера, внутренней трубы, фиксирующего кольца, трёх скрепляющих цилиндров и двух стопорных колец, казённика и хомута в казённой части. Хомут соединялся с противооткатными устройствами. Общая длина ствола — 18 288 мм. Внешний диаметр ствола составлял 1168 мм в районе зарядной каморы и 597 мм у дульного среза. Для препятствия омеднению, с целью увеличения живучести ствола, канал хромировался на толщину 0,0127 мм на длину в 15 875 мм от дульного среза. Нарезка на Mk 6 mod 0 — правого вращения, прогрессивной крутизны, меняющаяся с 50 до 38 калибров на оборот. Общее количество нарезов в стволе — 96 штук. На Mk 6 mod 1 нарезку сделали постоянного шага 25 калибров на оборот.
Заряжание орудия — картузное. Поршневой затвор Mk.3 системы Велина, качающийся, с открыванием вниз. Затвор оснащался пневматическим приводом, подшипниковой подвеской, обтюратором системы Банжа и стреляющим механизмом Мk.14, в который вставлялся запал в медной гильзе. Кроме того, затвор оснащался инерционными предохранителями от двойного заряжания, блокирующими открывание. Штатным спуском был электрический, но в качестве резервного предусматривался ударный спуск. Поршень содержал 15 секторов — три гладких и 12 нарезных, четырёх диаметров. Сектора располагались тремя группами, каждая из которых охватывала треть окружности. Сначала шёл гладкий сектор минимального диаметра, потом шли нарезные с возрастанием диаметра от первого к третьему. Для открывания затвора достаточно было повернуть поршень на 24°.
После выстрела ствол продувался воздухом из эжекторной системы. В состав противооткатных устройств входили два гидропневматических накатника и один гидравлический тормоз отката. Накатники располагались сверху, крепясь штоками к люльке выше цапф. Тормоз крепился на нижней поверхности цилиндрической люльки. Между накатниками находился специальный дифференциальный цилиндр, обеспечивающий герметичность и надёжность работы гидропневматической системы наката.

## Модификации

### Mark E
Опытный образец

### Mark 6 mod 0
Базовая модификация. Разработаны для установки на линкоры типов «Норт Кэролайн» и «Саут Дакота».

### Mark 6 mod 1
Идентична по конструкции mod 0 за исключением нарезов постоянной крутизны 25 калибров на оборот и наличия резьбовых отверстий на казённике под шарнирное крепление затвора.

### Mark 6 mod 2
Вариант mod 1, приспособленный под установку в башни линкоров типа «Колорадо» вместо Mark 8. Данных о перевооружении линкоров на эти орудия нет.

## Артиллерийские установки
1 — Бронированное боевое отделение (башня);
2 — Проушина для крепления орудия;
3 — Пол боевого отделения;
4 — Подкрепляющие переборки;
5 — Снарядный элеватор;
6 — Пол подбашенного отделения;
7 — Роликовый погон;
8 — Барбет;
9 — Фундамент башни (стационарный);
10 — Машинная палуба;
11 — Зарядные погреба;
12 — Пол снарядного перегрузочного отделения;
13 — Зарядное перегрузочное отделение;
14 — Зарядный элеватор;
15 — Прибойник;
16 — Вращающаяся структура башни;
17 — Вращающееся снарядное кольцо;
18 — Стационарное снарядное кольцо.
Трёхорудийные башенные установки линкоров типа «Норт Кэролайн» и «Саут Дакота» были практически идентичны. Вес вращающейся части (с бронёй) порядка 1500 т. Внутренний диаметр барбета — 11,35 м, диаметр роликового погона 10,49 м.
Штат башни насчитывал 2 офицера и 150 старшин и моряков. 75 человек находились во вращающейся части, остальные — в погребах.
Вентиляционные устройства стояли в трёх местах башни — на тыльной плите правее центра и в боковых стенках под дальномерами. Выходы вентиляции снаружи закрывались броневыми коробами. Задний вентилятор нагнетал воздух в центральный орудийный отсек и командное отделение, располагавшееся в задней части башни. Боковые вентиляторы подавали воздух к соответствующим боковым орудиям и на два верхних уровня подбашенной структуры.
Орудия монтировались в индивидуальных люльках. Расстояние между осями стволов 2,972 м. Установка и демонтаж стволов могли осуществляться без снятия крыши башни. Для снижения рассеивания при полных залпах орудия стреляли поочерёдно, с интервалом в 60 мс. Очерёдность стрельбы — левое, правое и затем центральное орудие. Башни оснащались дистанционным приводом как для горизонтальной, так и для вертикальной наводки. Кроме централизованного удалённого управления, имелось резервное автономное управление из самой башни.
| Характеристики башенных установок для орудий Mark 6 | Характеристики башенных установок для орудий Mark 6 | Характеристики башенных установок для орудий Mark 6 |
| Носитель                                            | «Норт Кэролайн»                                     | «Саут Дакота»                                       |
| --------------------------------------------------- | --------------------------------------------------- | --------------------------------------------------- |
| Количество орудий в башне                           | 3                                                   | 3                                                   |
| Количество башен                                    | 3                                                   | 3                                                   |
| Масса вращающейся части, т                          | 1426—1460                                           | 1426—1460                                           |
| Угол подъёма стволов                                | Башни 1 и 3: −2° / +45° башня 2: 0° / +45°          | Башни 1 и 3: −2° / +45° башня 2: 0° / +45°          |
| Диаметр погона, м                                   | 10,49                                               | 10,49                                               |
| Внутренний диаметр барбета, м                       | 11,35                                               | 11,35                                               |
| Расстояние между осями орудий, м                    | 2,97                                                | 2,97                                                |
| Длина отката, м                                     | 1,219                                               | 1,219                                               |
| Максимальная скорость подъёма стволов, °/сек        | 12                                                  | 12                                                  |
| Максимальная скорость вращения, °/сек               | 4                                                   | 4                                                   |
| Цикл стрельбы, сек                                  | 30                                                  | 30                                                  |
| Практическая скорострельность, в/мин                | 2                                                   | 2                                                   |
| Бронирование, мм                                    |                                                     |                                                     |
| лоб                                                 | 406 CLASS А+64 STS                                  | 457 CLASS B+114 STS                                 |
| боковые стенки                                      | 249 CLASS A+19 STS                                  | 241 CLASS A+19 STS                                  |
| задняя стенка                                       | 300 CLASS A+19 STS                                  | 305 CLASS A+19 STS                                  |
| крыша                                               | 178 CLASS B+19 STS                                  | 184 CLASS B+19 STS                                  |

Приводы башни были электрогидравлическими. Подъёмные винты и силовые приводы вертикальной наводки располагались под боевым отделением. Вертикальное наведение каждого орудия осуществлялась винтом с приводом от 60-сильного двигателя. Максимальное возвышение ствола составляло 45°. Угол склонения для возвышенной башни составлял 0°, у остальных −2°. Заряжание осуществлялось при постоянном угле возвышения в 5°. Скорость подъёма стволов 12°/сек.
Механизмы горизонтальной наводки стояли на уровень ниже. Электрогидравлический привод мощностью 300 л. с. обеспечивал скорость вращения башни, равную 2° в секунду.
Штатный боезапас каждой башни составлял 130 снарядов на ствол. Они хранились на двух следующих уровнях. Снаряды размещались внутри барбета на кольцевых полках. Для передачи снарядов в систему подачи они перемещались сначала на специальную вращающуюся кольцевую платформу. Обе кольцевые платформы оснащались приводом от 40-сильного электродвигателя. С платформы снаряды подавались к трём подъёмникам. Ряд операций осуществлялся с применением ручного труда, что было нехарактерно для линкоров других стран. Снарядные подъёмники были толчкового типа и обслуживали каждый своё орудие. Привод каждого подъёмника осуществлялся 60-сильным электродвигателем. Центральный подъёмник был вертикальным, боковые изогнутыми. Снаряд вертикально подавался в боевое отделение, а затем гидроцилиндром укладывался на загрузочный лоток. Дальше в ствол снаряд подавался цепным прибойником с приводом от 60-сильного электродвигателя. Для того, чтобы ведущий поясок снаряда вошёл в нарезы, подача осуществлялась на достаточно большой скорости с характерным лязгом.
Зарядные погреба были двухъярусными. Полный заряд состоял из шести шёлковых картузов массой по 49,9 кг. Картузы подавались в боевое отделение цепными подъёмниками с приводом от 75-сильного электродвигателя и вручную укладывались на зарядный лоток вслед за снарядом. Их подача в камору также осуществлялась прибойником, но уже с меньшей скоростью, чтобы избежать воспламенения заряда.

## Характеристики и свойства боеприпасов
Снаряды
Первоначально в боекомплект орудий Мк 6 входили только бронебойные снаряды с «макаровским» бронебойным колпачком Марк 8 — американское обозначение АРС Марк 8 (АРС сокращённо от Armor Piercing Cap). Снаряд разрабатывался в рамках концепции плана «Оранж». Предполагалось, что бои на Тихом океане будут идти в условиях прекрасной видимости и потому на больших дистанциях стрельбы. В бою на дальней дистанции от снаряда больше требовалось хорошее пробитие палуб, и потому американцы создали очень тяжёлый 1225-кг снаряд с низкой начальной скоростью. При этом были проведены мероприятия по увеличению прочности снаряда — стакан изготавливался из высокопрочной стали, а содержание взрывчатого вещества в разрывном заряде было одним из самых низких — 18,4 кг или 1,5 % от веса снаряда. В качестве взрывчатого вещества применялся так называемый «Explosive D» — пикрат аммония, с тротиловым эквивалентом 0,95. Снаряд эффективно срабатывал даже при углах встречи с толстой бронёй до 35—45°.
Штатным зарядом метательного вещества снаряду придавалась начальная скорость в 701 м/с. Для идентификации своих всплесков при групповой стрельбе под баллистическим наконечником располагалось 0,68—1,36 кг красящего вещества. С его помощью всплеск подкрашивался в индивидуальный для корабля цвет. Для «Саут Дакоты» он был синим, для «Индианы» — красным, для «Массачусетса» — зелёным, снаряды «Алабамы» давали бесцветный всплеск.
Снаряд оснащался донным взрывателем Марк 21 (затем заменён на Марк 23). Для срабатывания Мк.21 при скорости снаряда в 457 м/с (дальность порядка 27 км) хватало стального листа толщиной 9,5 мм при угле встречи снаряда с преградой в 65° и 26,6 мм при угле в 20°. Мк.23 имел задержку 0,02 с, был менее надёжным и срабатывал от 25,4 мм стального листа при угле встречи в 20°.
К концу 1942 года в боекомплекте линкоров появились фугасные снаряды Мк.13 (HC Mk.13 — High Capacity). Снаряд имел массу 862 кг с разрывным зарядом из 69,7 кг того же Explosive D. Взрыватель также был донным. Их появление было связано с тем, что линкоры стали применяться для обстрела берега, а для этого фугасный снаряд подходил лучше бронебойного.
По данным Чаусова, американцы экспериментировали с «зенитным вариантом» снаряда — фугасным снарядом с дистанционной трубкой, однако в серию он не пошёл из-за низкой эффективности.
| Характеристики американских 406-мм снарядов | Характеристики американских 406-мм снарядов | Характеристики американских 406-мм снарядов | Характеристики американских 406-мм снарядов | Характеристики американских 406-мм снарядов |
| Снаряд                                      | A.P. Mk 5                                   | A.P. Mk 8                                   | H.C. Mk 13 / Mk 14                          | Target Mk 9 / Mk 10                         |
| ------------------------------------------- | ------------------------------------------- | ------------------------------------------- | ------------------------------------------- | ------------------------------------------- |
| Тип снаряда                                 | Бронебойный                                 | Бронебойный                                 | Фугасный                                    | Учебный                                     |
| Общая длина, мм                             | 1625,60                                     | 1828,80                                     | 1625,60                                     | 1828,80                                     |
| Длина без колпачка, мм                      | 1102,03                                     | 1310,64                                     | 1528,57                                     |                                             |
| Диаметр тела снаряда, мм                    | 405,82                                      | 405,82                                      | 405,82                                      | 405,82                                      |
| Расстояние от дна до ведущего пояска, мм    | 102,36                                      | 102,36                                      | 102,36                                      | 63,50                                       |
| Ширина ведущего пояска, мм                  | 135,13                                      | 135,13                                      | 135,13                                      |                                             |
| Тип ВВ                                      | Explosive D                                 | Explosive D                                 | Explosive D                                 | -                                           |
| Масса ВВ                                    | 15,42                                       | 18,55                                       | 69,67                                       | -                                           |
| Масса снаряда, кг                           | 1016,05                                     | 1224,70                                     | 861,83                                      | 1224,70                                     |
| % начинки                                   | 1,52                                        | 1,51                                        | 8,08                                        | -                                           |
| Взрыватель головной                         | —                                           |                                             | Mk 29                                       | -                                           |
| Взрыватель донный                           | Mk 21                                       | Mk 21                                       | Mk 28                                       | -                                           |

Заряды
В качестве метательного заряда применялись пороха нескольких марок. Существовали полные и пониженные заряды. Пониженные заряды использовались во время учебных стрельб и при стрельбе по берегу для увеличения живучести ствола. Для mod 0 и mod 1 во всех вариантах заряд делился на шесть одинаковых частей, для mod 2 — на пять. Каждая часть заряда упаковывалась в шёлковый картуз цилиндрической формы. Шёлк как материал использовался из-за его наиболее полного сгорания в канале ствола. С одной из сторон цилиндра на торце находились подушечки с воспламенителем — чёрным порохом. Зерно пороха, применявшегося для метательного заряда, по форме представляло цилиндр с семью цилиндрическими отверстиями. При укладке пороха в картуз применялись два способа — «насыпью» (damped) и «уложенный»(stacked). При укладке насыпью в картуз зёрна пороха просто засыпались и утрамбовывались. В уложенном варианте зёрна упорядочивались в вертикальном положении и укладывались слоями в картуз. Такой способ обеспечивал более плотную укладку. Части картуза подавались в зарядную камору подушечками с воспламенителями назад. Для надёжного воспламенения между частями заряда должен был быть зазор в несколько десятков миллиметров (в оригинале — нескольких дюймов). Такой же зазор нужно было обеспечить и между последним картузом и запалом. То есть вне зависимости от использования полного или пониженного заряда длина уложенных картузов должна была быть одинакова. С этим и было связано использование двух типов укладки. Пониженные заряды выполнялись насыпью, а полные — уложенными, что позволяло при той же длине получить большую массу заряда.
Картузы в погребе хранились в специальных канистрах. Они разрабатывались с учётом необходимости быстрого извлечения картуза и оснащались стропами для транспортировки. Чтобы воспрепятствовать накоплению статического электричества при перемещении внутри канистры шёлкового картуза, картуз внутри канистры фиксировался с помощью деревянных прокладок.
Полный заряд — для стрельбы бронебойными и фугасными снарядами с максимальной начальной скоростью.
Сниженный заряд — для стрельбы бронебойными, фугасными и практическим снарядами со сниженной начальной скоростью. Использовался, как правило, для учебных целей. Практический заряд — для стрельбы практическими снарядами.
SPD (Smokeless Powder with Diphenylamine) — бездымный порох, стабилизированный с использованием дифениламина. В 1908 году было предложено использовать в качестве стабилизатора для нитроцеллюлозного пороха вместо розалинового красителя дифениламин. Первое производство пороха с новым составом было в том же году, а к 1912 году утверждена стандартная спецификация на него. В состав пороха входили 99,5 % нитроцеллюлозы (12.6 % азота) и 0,5 % дифениламина.
SPDN — порох SPD со специальными добавками для снижения гигроскопичности и повышения срока службы. Буква N в названии — от Nonhygroscopic (не гигроскопичный).
SPCG — малодымный двухосновный порох. Нитроглицериновый порох со стабилизатором в виде карбамида. Количество образующегося дыма в два раза ниже по сравнению с предыдущими типами пороха. В названии пороха G — сокращение от NG, обозначения для нитрогуаданина (Nitroguanidine).
| Штатные выстрелы к 406-мм орудию Mark 6, по состоянию на 1947 год | Штатные выстрелы к 406-мм орудию Mark 6, по состоянию на 1947 год | Штатные выстрелы к 406-мм орудию Mark 6, по состоянию на 1947 год | Штатные выстрелы к 406-мм орудию Mark 6, по состоянию на 1947 год | Штатные выстрелы к 406-мм орудию Mark 6, по состоянию на 1947 год | Штатные выстрелы к 406-мм орудию Mark 6, по состоянию на 1947 год | Штатные выстрелы к 406-мм орудию Mark 6, по состоянию на 1947 год | Штатные выстрелы к 406-мм орудию Mark 6, по состоянию на 1947 год |
| Снаряд                                                            | Снаряд                                                            | Снаряд                                                            | Снаряд                                                            | Заряд                                                             | Заряд                                                             | Заряд                                                             | Заряд                                                             |
| Масса, кг                                                         | Тип                                                               | Обозначение                                                       | Начальная скорость м/с                                            | Тип заряда                                                        | Порох                                                             | Масса заряда, кг                                                  | Тип укладки пороха                                                |
| ----------------------------------------------------------------- | ----------------------------------------------------------------- | ----------------------------------------------------------------- | ----------------------------------------------------------------- | ----------------------------------------------------------------- | ----------------------------------------------------------------- | ----------------------------------------------------------------- | ----------------------------------------------------------------- |
| 1224,7                                                            | Бронебойный                                                       | Mark 8 Mod 1-6                                                    | 701,04                                                            | Полный                                                            | SPD                                                               | 242,7                                                             | Уложенный                                                         |
| 1224,7                                                            | Практический                                                      | Mark 9 Mod 1-2                                                    | 701,04                                                            | Полный                                                            | SPD                                                               | 242,7                                                             | Уложенный                                                         |
| 861,8                                                             | Фугасный                                                          | Mark 13 Mod 1-3                                                   | 769,62                                                            | Полный                                                            | SPD                                                               | 242,7                                                             | Уложенный                                                         |
| 1224,7                                                            | Бронебойный Практический                                          | Mark 8 Mod 1-6 Mark 9 Mod 1-2                                     | 548,64                                                            | Учебный                                                           | SPD                                                               | 172,4                                                             | Уложенный                                                         |
| 1224,7                                                            | Бронебойный Практический                                          | Mark 8 Mod 1-6 Mark 9 Mod 1-2                                     | 548,64                                                            | Учебный                                                           | SPDN                                                              | 152,0                                                             | Уложенный                                                         |
| 1224,7                                                            | Бронебойный Практический                                          | Mark 8 Mod 1-6 Mark 9 Mod 1-2                                     | 548,64                                                            | Пониженный                                                        | SPD                                                               | 133,8                                                             | Насыпью                                                           |
| 1224,7                                                            | Бронебойный Практический                                          | Mark 8 Mod 1-6 Mark 9 Mod 1-2                                     | 548,64                                                            | Пониженный                                                        | SPDN                                                              | ??                                                                | Насыпью                                                           |
| 1224,7                                                            | Бронебойный Практический                                          | Mark 8 Mod 1-6 Mark 9 Mod 1-2                                     | 548,64                                                            | Пониженный                                                        | SPCG                                                              | 142,9                                                             | Насыпью                                                           |
| 861,8                                                             | Фугасный                                                          | Mark 13 Mod 1-3                                                   | 632,46                                                            | Пониженный                                                        | SPD                                                               | 133,8                                                             | Насыпью                                                           |
| 861,8                                                             | Фугасный                                                          | Mark 13 Mod 1-3                                                   | 632,46                                                            | Пониженный                                                        | SPDN                                                              | ??                                                                | Насыпью                                                           |
| 861,8                                                             | Фугасный                                                          | Mark 13 Mod 1-3                                                   | 632,46                                                            | Пониженный                                                        | SPCG                                                              | 142,9                                                             | Насыпью                                                           |
| 861,8                                                             | Фугасный                                                          | Mark 13 Mod 1-3                                                   | 579,12                                                            | Фугасный                                                          | SPD                                                               | 131,5                                                             | Уложенный                                                         |
| 861,8                                                             | Фугасный                                                          | Mark 13 Mod 1-3                                                   | 579,12                                                            | Фугасный                                                          | SPDN                                                              | 140,6                                                             | Уложенный                                                         |

## Управление стрельбой
Система управления огнём американских линкоров была весьма передовой для своего времени и являлась одной из сильных сторон проекта. На начало войны за счёт качества оптики германская и японская системы ещё обеспечивали подобие характеристик, но с 1942 года в связи с появлением артиллерийских радаров американская система стала обладать явным превосходством.
Данные для управления получались в директорах главного калибра. По одному командно-дальномерному посту (КДП) Mk.38 находилось в передней и задней части надстройки. Задачей КДП была выдача в центральный пост данных об азимуте и дальности до цели. Каждый КДП оснащался дальномером с базой 8,1 м. В ходе войны на них стали устанавливать артиллерийские радары. Первым появился артиллерийский радар Mk.8. Затем Mk.13. Радары позволяли отслеживать дальность и азимут цели, а также могли засекать всплески от падения собственных снарядов. Всплески 406-мм снарядов Mk.8 мог засекать на дальности до 32, а Мк.13 до 38,4 км.
На крыше боевой рубки монтировался резервный КДП с перископами Mk.30 и Mk.32. Первоначально он оснащался 4,6-метровым дальномером, но затем его заменили на радар Мк.27.
Данные от КДП поступали в центральный пост, располагавшийся под бронепалубой на первой платформе. Кроме дальности до цели, её курсового угла и скорости от КДП, сюда поступали метеорологические данные, степень износа стволов, параметры движения собственного корабля от гирокомпасов и лага. Центральным компонентом системы управления был автомат стрельбы Mk.1 (на «Саут Дакотах» — Mk.1а). Его задачей был расчёт углов наведения орудий на основе поступивших данных. В общем случае задачей системы наведения был расчёт точки встречи снарядов с целью с учётом времени их полёта и взаимного движения цели и собственного корабля. Исходя из этих данных (дальность стрельбы и направление на точку встречи) осуществлялся расчёт углов вертикального и горизонтального наведения орудий по заложенной таблице стрельбы, с учётом поправок на скорость и направление ветра, плотность воздуха и износ орудий. Автомат стрельбы представлял собой аналоговый электромеханический компьютер, помещённый в корпусе 1,82×0,91×1,22 м. Внутри корпуса находилась сложная конструкция из движущихся дисков, шаров, карданов, дифференциалов, сельсинов и прочих прецизионных элементов. Механизм был надёжным и достаточно долговечным. Время баллистического расчёта для первого залпа составляло полминуты, для последующих — несколько секунд. Вычисленные данные углов наведения через сельсины синхронно передавались на механизмы вертикальной и горизонтальной наводки башен. Автомат использовался для управления орудиями главного и универсального калибра и позволял также осуществлять расчёт установок для стрельбы осветительными снарядами.
В паре с автоматом стрельбы использовалась гировертикаль Mk.43. Корабль представляет собой качающуюся артиллерийскую платформу, и орудия качаются вместе с кораблём. В ранних системах управления стрельбой залп по рассчитанным данным должен был производиться только тогда, когда корабль во время качки проходит через вертикальное положение. Гировертикаль позволяла стабилизировать орудия относительно линии прицеливания. С помощью неё отслеживались углы крена и дифферента и осуществлялось внесение поправок в цепь сельсинов. Таким образом, орудия постоянно оставались в положении, рассчитанном автоматом стрельбы. Залп осуществлялся оператором гировертикали посредством замыкания цепи электроспуска орудий соответствующими ключами на лицевой панели прибора.
Одной из основных частей гировертикали был вертикальный гироскоп. Настройка гироскопа производилась за счёт специально придуманного способа старта. В состав гировертикали входили гироскоп и две вакуумированные полости, на 50 % заполненные ртутью. Резервуары со ртутью были соединены между собой в донной части трубкой. В неработающем положении гироскоп находился под углом 45° к горизонту, а вся ртуть находилась в одной из полостей. При запуске ротор гироскопа начинали плавно вращать с 0 до 12 тыс. оборотов. Начиная с 10—15 об/мин гироскоп начинал прецессировать из-за бокового отклоняющего действия силы тяжести, вызванного неравномерным распределением ртути в связанных с ним резервуарах. Гироскоп начинал выпрямляться и ртуть постепенно перетекала из заполненного резервуара в пустой. С ростом оборотов выпрямляющая сила увеличивалась, и на максимальных оборотах прецессия исчезала, когда гироскоп занимал строго вертикальное положение. Питание приводов гироскопа осуществлялось трёхфазным током с частотой 400 Гц.
Второй принципиальной частью гировертикали был полусферический колпак (на корабельном жаргоне «шляпа» или «зонтик»). Колпак качался в пространстве вместе с кораблём. От автомата стрельбы передавались рассчитанные углы вертикального и горизонтального наведения, и посредством прецизионных карданных передач колпак сдвигался относительно геометрического центра его сферы на рассчитанные углы. Колпак двигался вместе с кораблём относительно вертикально стоящего гироскопа. С помощью двухкоординатной системы электромагнитов углы отклонения колпака от гироскопа преобразовывались в поправки углов наведения орудий и сельсинами синхронно передавались в башни главного калибра. Силовые приводы удерживали необходимое положение орудий в пространстве. Система достаточно хорошо работала даже в условиях сильной качки. Проблемы наступали только при резкой качке, когда силовые приводы не успевали придавать орудиям нужное положение.
Башни главного калибра могли вести огонь и самостоятельно под локальным управлением. С обеих сторон сквозь боковые стенки башен были выведены головки 12-кратных оптических прицелов вертикального и горизонтального наводчиков, а в задней части башни располагался 14-метровый 25-кратный дальномер. Расчёты углов наведения в этом режиме помогал вычислять портативный башенный автомат, также представляющий собой аналоговый компьютер.

## Боевое применение

### Операция «Торч». Бой «Массачусетса» с «Жаном Баром» 8 ноября 1942 года
«Массачусетс» был введён в строй 12 мая 1942 года. Не завершив полного цикла боевой подготовки, вошёл в состав соединения TF-34, созданного для прикрытия высадки войск союзников в Северной Африке. Помимо линкора в состав прикрытия входили авианосец «Рейнджер» и тяжёлые крейсера «Уичита» и «Тускалуза». Была запланирована операция против недавних союзников — оккупация французских колоний в Северной Африке, чему могли помешать французские войска, верные режиму Виши. «Массачусетс» мог понадобиться, так как французы располагали в этом районе двумя линкорами — непосредственно в 12 милях от района высадки в Касабланке находился недостроенный линкор «Жан Бар». Хоть он и не был на ходу, однако на нём имелась исправная башня с четырьмя 380-мм орудиями. Неподалёку, в Дакаре, находился и однотипный ему «Ришельё». Последний был повреждён и не мог выйти в море, однако союзники об этом не знали, считая, что линкор находится в полной боевой готовности.
Французы оказали сопротивление высадке, и «Массачусетс» получил приказ топить всё, что выходит в море, а также подавить огонь береговых батарей на мысе Эль-Ханк (по четыре 194-мм и 138-мм орудия) и «Жан Бара». Французы открыли огонь первыми в районе 6:50. В 7:04 с дистанции порядка 22 км «Массачусетс» открыл огонь по главной цели — «Жану Бару». Французская батарея с Эль-Ханк добилась нескольких накрытий, но без попаданий. К счастью для «Массачусетса», КДП «Жан Бара» не был укомплектован, да и после атаки пикировщиков с «Рейнджера» на нём и в порту начались пожары, скрыв американские корабли в дыму. В этих условиях огонь «Жана Бара» был неэффективным. Радару Мк.3 «Массачусетса» дым не мешал. Линкор шёл параллельно берегу, ведя огонь полными залпами. В 7:40, когда дистанция до «Жан Бара» увеличилась до 26,5 км, «Массачусетс» развернулся на 180 градусов и пошёл обратно.
В 7:25 «Массачусетс» добился первого попадания. 406-мм снаряд попал в кормовую часть над адмиральским салоном французского линкора. Пробив 150-мм главную и 40-мм осколочную бронепалубы, пройдя 16 м в корпусе, снаряд разорвался в погребе 152-мм орудий. К счастью для французов, погреб был пуст. Второй снаряд ударил в пристань, а третий пробил дымовую трубу, надстройки и только выщербил 150-мм бронепалубу, вылетев за борт. Во время поворота «Массачусетс» на 7 минут прекратил огонь. В 8:06 в «Жан Бар» попали ещё два снаряда. Один срикошетил сначала от барбета носовой башни, а затем и от 150-мм гласиса, после чего улетел в порт, снеся за борт 90-мм зенитку. При этом кусок бронепалубы загнулся, заклинив башню № 1. В 8:10 пятый снаряд попал в 2-3 метрах перед правой катапультой. Он пробил верхнюю 16-мм палубу под углом в 25° и, пройдя несколько переборок, пробил 100-мм бронепалубу рулевого отделения. Снаряд разорвался в балластной цистерне, полностью выведя из строя кормовой пост управления. Отсек рулевого привода был затоплен.
Попутно несколько 406-мм снарядов подожгли пристань и потопили два торговых судна в затопленной гавани. Ещё одно судно было потоплено огнём «Тускалузы». Проходившие ремонт лидер и два эсминца получили повреждения. В 8:33 после 47 залпов «Массачусетс» вынужден был прекратить огонь, так как из-за сотрясений от собственного огня нарушилось электроснабжение РЛС, и они перестали действовать. К этому моменту из-за заклиненной башни «Жан Бар» уже прекратил огонь.
В 8:29 соединение прикрытия получило приказ остановить прорывающиеся к месту высадки французские лёгкий крейсер «Примоге» и эсминцы. Американское соединение пошло на скорости 27 узлов навстречу французским кораблям. К этому моменту линкор починил неисправности и в 9:18 вместе с крейсерами открыл огонь. Первым затонул французский эсминец «Фужье», получив один 406-мм и несколько 203-мм снарядов. В 9:40 опять прекратила работу РЛС, что случилось очень некстати, так как французы применили дымовую завесу. В 10:35 «Массачусетс» возобновил огонь. Один снаряд получил лидер «Милан», до этого повреждённый снарядами крейсеров. Последним успехом «Массачусетса» стало потопление эсминца «Булонье». Эсминец опрометчиво открыл огонь по линкору, попав в него 130-мм снарядом, не нанёсшим существенных повреждений. В ответ «Булонье» получил несколько снарядов с «Бруклина» и залп с «Массачусетса». В результате эсминец перевернулся и быстро затонул. К 11:00 «Массачусетс» израсходовал 59,2 % боезапаса. 406-мм снаряды могли понадобится для боя с «Ришельё» и потому американцы начали экономить боезапас. Во второй половине дня линкор дал несколько залпов по авизо и тральщикам и батарее на Эль-Ханк. Стрельба по берегу бронебойными снарядами была неэффективной, и линкор отошёл подальше от берега, экономя боезапас.
Французский «Ришельё» так и не появился, однако 9 ноября опять открыл огонь «Жан Бар». Накануне вечером французы починили башню линкора, но оставили в том же положении, в котором она была заклинена. Залп французского линкора по крейсерам стал для американцев неожиданностью. «Массачусетсу» и пикировщикам с «Рейнджера» снова пришлось вмешаться, заставив замолчать орудия «Жан Бара». Всего «Массачусетс» сделал 134 залпа, израсходовав 786 снарядов при 800 возможных (98 %). Максимальное рассеивание в залпе составляло до 2 миль по курсу и 180—270 м по дальности.
По пути на Тихий океан «Массачусетс» прошёл ремонт в Бостоне. На носовом КДП был установлен новый радар Мк.8, а электрические кабели и распределительные щиты подверглись переделкам.

### Ночное сражение у Гуадалканала 14—15 ноября 1942 года
В ночь с 14 на 15 ноября состоялся бой американского и японского соединений у острова Гуадалканал. Японскому соединению адмирала Кондо была поставлена задача обстрелять американский аэродром Хендерсон-Филд. В состав японского соединения входили линкор «Кирисима», тяжёлые крейсера «Атаго» и «Такао», лёгкие крейсера «Сендай» и «Нагара» и девять эсминцев. Недавно сформированное американское соединение под командование контр-адмирала Ли состояло из линкоров «Вашингтон», «Саут Дакота» и четырёх эсминцев и не имело опыта совместного плавания. Первоначально сражение складывалось не в пользу американцев. Как это часто бывало в ночных боях у Гуадалканала, японские глаза снова оказались эффективней американских радаров. Системы опознавания «свой-чужой» ещё не было, и операторы американских РЛС плохо ориентировались в возникающих на экранах их радаров сполохах, путая свои и чужие корабли, особенно в условиях близости берега. Так произошло и в этот раз. Кондо подходил тремя группами — соединение бомбардировки в составе «Кирисимы» и тяжёлых крейсеров и две завесы из лёгких сил, каждая в составе лёгкого крейсера и эсминцев. Первыми американцев заметил лёгкий крейсер «Сендай», доложив об этом японскому адмиралу в 22:10, правда, при этом приняв линкоры за тяжёлые крейсера.
В 23:12 «Сендай» с эсминцем «Сикинами» были обнаружены американцами с помощью радаров и обстреляны с дистанции в 14,6 км. Японские корабли смогли без повреждений выйти из-под обстрела. Зато подошедшие из темноты японские эсминцы и крейсер «Нагара» торпедами и артиллерийским огнём в течение 20 минут вывели из строя все четыре американских эсминца. Тяжело пришлось и «Саут Дакоте», следовавшей в кильватере за «Вашингтоном». В 23:33, через 17 минут после начала боя, в результате сотрясений от собственного огня или попаданий японских 127-мм снарядов произошло замыкание в силовых цепях КДП № 4 средней артиллерии. При этом автоматика заблокировала подачу электроэнергии, и из-за перегрузки прекратилось электроснабжение носовой части корабля. Подключённая резервная система питания также отключилась, так как причина замыкания устранена не была.
Силовые приводы башен главного калибра также оказались обесточены, однако самым тяжёлым для американцев стало отключение РЛС, что привело экипаж в состояние, близкое к панике. Через несколько минут питание восстановили (при этом два директора КДП средней артиллерии вышли из строя), но за это время «Саут Дакота» оказалась в сложном положении. Без радара она потеряла «Вашингтон» в темноте, и, огибая тонущий эсминец «Бенхэм», оказалась освещена пожарами с двух горевших американских эсминцев. Ещё и залп кормовой башни в 23:42 поджёг стоявшие на катапультах гидросамолёты. По чётко видимому силуэту линкора открыл огонь ряд японских кораблей, а в 23:48 американский линкор ещё и подсветили прожекторами. Ударное соединение Кондо вело огонь по «Саут Дакоте» с кинжальной дистанции в 5300 м. С 23:49 по 00:05 в неё попало 27 снарядов калибром от 127 до 356 мм. К счастью для американцев, все выпущенные японцами по «Саут Дакоте» торпеды прошли мимо.
Пока «Саут Дакота» отвлекала на себя огонь противника, «Вашингтон» занял выгодное положение, наведя орудия на самую жирную метку на радаре. Ли боялся открыть огонь по «Саут Дакоте», но после того, как японцы подсветили её прожектором, он понял, что на радаре перед ним японский корабль. В 00:00 с дистанции в 7680 м «Вашингтон» открыл огонь по цели, которой оказалась «Кирисима». За 7—8 минут в неё попали минимум девять из 75 выпущенных бронебойных 406-мм снарядов и ещё около сорока 127-мм. Часть из 406-мм снарядов попали в район ватерлинии и разнесли «Кирисиме» борт, приведя к обширным затоплениям. Японский линкор получил смертельные повреждения, был покинут экипажем и к 2:23 перевернулся и затонул.
Хотя главный бронепояс и защита установок главного калибра пробиты не были, а общие потери на «Саут Дакоте» составили всего 30 убитых и 68 раненых, линкор фактически утратил боеспособность. РЛС практически полностью вышли из строя, кормовая башня ГК лишилась силового привода. «Вашингтону» пришлось прикрывать «Саут Дакоту», вызвав огонь на себя. Однако в сложившейся после потери «Кирисимы» ситуации Кондо не рискнул подставляться под огонь американского линкора, и сражение закончилось около 0:25. На первом отрезке боя «Вашингтон» сделал 42 выстрела в течение 3 минут со средней скорострельностью 1,56 залпа в минуту. Накрытие было зафиксировано во время третьего залпа. Во время второго отрезка боя «Вашингтон» выпустил 75 снарядов за 5 минут 24 секунды при средней скорострельностью 1,54 залпа в минуту. Всего было сделано 117 выстрелов из 131 возможного (89 %). Из 14 пропущенных выстрелов 5 было пропущено центральным орудием в башне № 3 из-за поломки клапана и потери давления в гидравлической системе. Ещё на одном орудии была отмечена осечка двух выстрелов. Остальные пропущенные выстрелы стали следствием неготовности орудий к стрельбе (англ. «error in drill»).

## Оценка проекта
| Характеристики главного калибра линкоров начального периода Второй мировой войны (1941 год) | Характеристики главного калибра линкоров начального периода Второй мировой войны (1941 год) | Характеристики главного калибра линкоров начального периода Второй мировой войны (1941 год) | Характеристики главного калибра линкоров начального периода Второй мировой войны (1941 год) | Характеристики главного калибра линкоров начального периода Второй мировой войны (1941 год) | Характеристики главного калибра линкоров начального периода Второй мировой войны (1941 год) | Характеристики главного калибра линкоров начального периода Второй мировой войны (1941 год) | Характеристики главного калибра линкоров начального периода Второй мировой войны (1941 год) | Характеристики главного калибра линкоров начального периода Второй мировой войны (1941 год) |
| Орудие                                                                                      | 15″/42 Mark I                                                                               | 16″/45 Mark I                                                                               | 14″/45 Mark VII                                                                             | 38 cm/52 SK C/34                                                                            | 380 мм/45 Model 1935                                                                        | 381 мм/50 Model 1934                                                                        | 16″/45 Mark 6                                                                               | 40 см/45 Type 03                                                                            |
| ------------------------------------------------------------------------------------------- | ------------------------------------------------------------------------------------------- | ------------------------------------------------------------------------------------------- | ------------------------------------------------------------------------------------------- | ------------------------------------------------------------------------------------------- | ------------------------------------------------------------------------------------------- | ------------------------------------------------------------------------------------------- | ------------------------------------------------------------------------------------------- | ------------------------------------------------------------------------------------------- |
| Страна                                                                                      | Великобритания                                                                              | Великобритания                                                                              | Великобритания                                                                              | Германия                                                                                    | Франция                                                                                     | Италия                                                                                      | США                                                                                         | Япония                                                                                      |
| Калибр, мм                                                                                  | 381                                                                                         | 406                                                                                         | 356                                                                                         | 380                                                                                         | 380                                                                                         | 381                                                                                         | 406                                                                                         | 410                                                                                         |
| Длина ствола, калибров                                                                      | 42                                                                                          | 45                                                                                          | 45                                                                                          | 52                                                                                          | 45                                                                                          | 50                                                                                          | 45                                                                                          | 45                                                                                          |
| Год разработки                                                                              | 1912                                                                                        | 1922                                                                                        | 1937                                                                                        | 1934                                                                                        | 1935                                                                                        | 1934                                                                                        | 1936                                                                                        | 1914                                                                                        |
| Год принятия на вооружение                                                                  | 1915                                                                                        | 1927                                                                                        | 1940                                                                                        | 1939                                                                                        | 1941                                                                                        | 1940                                                                                        | 1941                                                                                        | 1921                                                                                        |
| Корабль                                                                                     | «Худ»                                                                                       | «Нельсон»                                                                                   | «Кинг Джордж V»                                                                             | «Бисмарк»                                                                                   | «Ришельё»                                                                                   | «Литторио»                                                                                  | «Вашингтон»                                                                                 | «Нагато»                                                                                    |
| Масса ствола, т                                                                             | 101,6                                                                                       | 109,7                                                                                       | 80,25                                                                                       | 111                                                                                         | 94,13                                                                                       | 111,66                                                                                      | 97,23                                                                                       | 101,6                                                                                       |
| Тип скрепления ствола                                                                       | проволокой                                                                                  | проволокой                                                                                  | цилиндрами                                                                                  | цилиндрами                                                                                  | цилиндрами                                                                                  | цилиндрами                                                                                  | цилиндрами                                                                                  | проволокой                                                                                  |
| Живучесть ствола, выстрелов                                                                 | 335                                                                                         | 200—250                                                                                     | 340                                                                                         | 180—210                                                                                     | 200                                                                                         | 110—130                                                                                     | 395                                                                                         | 250—300                                                                                     |
| Масса бронебойного снаряда, кг                                                              | 879                                                                                         | 929                                                                                         | 721                                                                                         | 800                                                                                         | 890                                                                                         | 885                                                                                         | 1225                                                                                        | 1020                                                                                        |
| Начальная скорость снаряда, м/с                                                             | 732—785                                                                                     | 788—797                                                                                     | 757                                                                                         | 820                                                                                         | 830                                                                                         | 850                                                                                         | 701                                                                                         | 806                                                                                         |
| Максимальная дальность, км                                                                  | 33,38                                                                                       | 37,4—38,1                                                                                   | 35,26                                                                                       | 36,52                                                                                       | 41,7                                                                                        | 44,64                                                                                       | 33,74                                                                                       | 38,72                                                                                       |
| Бронепробиваемость (мм) на дальности (км)                                                   |                                                                                             |                                                                                             |                                                                                             |                                                                                             |                                                                                             |                                                                                             |                                                                                             |                                                                                             |
| борт (0 км)                                                                                 | 687                                                                                         |                                                                                             | 668                                                                                         |                                                                                             | 748                                                                                         | 814                                                                                         |                                                                                             |                                                                                             |
| борт (9,144 км)                                                                             | 422                                                                                         |                                                                                             | 396                                                                                         | 510 (на 10 км)                                                                              | 630 (на 10 км)                                                                              |                                                                                             | 597                                                                                         |                                                                                             |
| борт (13,716 км)                                                                            | 353                                                                                         | 366                                                                                         | 335                                                                                         |                                                                                             |                                                                                             |                                                                                             | 520                                                                                         |                                                                                             |
| палуба (22,86 км)                                                                           | 121                                                                                         | 99                                                                                          | 102                                                                                         | 104 (на 22 км)                                                                              | 105 (22)                                                                                    | 73 (на 18 км)                                                                               | 146                                                                                         |                                                                                             |
| палуба (27,43 км)                                                                           | 145                                                                                         | 130                                                                                         | 121                                                                                         | 126 (на 27 км)                                                                              | 138 (27)                                                                                    | 130 (на 28 км)                                                                              | 194                                                                                         |                                                                                             |

Американцы выбрали для 406-мм орудия Mk.6 сочетание тяжёлого снаряда и низкой начальной скорости. Для орудия такого калибра бронепробиваемость вертикальной брони была сравнительно слабой из-за низкой начальной скорости снаряда. На точности ведения огня на ближней дистанции отрицательно сказывалась и недостаточная настильность траектории. Однако всё это было закономерно, так как 1225-кг снаряды разрабатывались американцами специально для ведения огня на большой дистанции. На большой дистанции тяжёлый снаряд обеспечивал более высокую точность, а за счёт значительной массы буквально проламывал палубы линкоров противника. Во многом это обеспечивалось высоким качеством бронебойного снаряда. Американцами были проведены мероприятия по увеличению прочности снаряда — стакан изготавливался из высокопрочной стали, а содержание ВВ в разрывном заряде было одним из самых низких — 1,5 %. В качестве взрывчатого вещества применялся пикрат аммония с тротиловым эквивалентом 0,95, более стойкий, чем тротил. Бронебойный колпачок был тяжёлым и имел практически круглую форму. Благодаря всем этим мерам снаряд эффективно срабатывал даже при углах встречи с толстой бронёй до 35—45°, что было значительно лучше, чем 30—35° у европейских и 20—25° у японских снарядов. Ведение огня на большой дистанции с приемлемой точностью стало возможным благодаря прекрасному качеству американской системы управления огнём и постоянно совершенствующимся радарам. Если в начале войны за счёт оптики японцы и немцы были сопоставимы по эффективности стрельбы с американцами, то к концу войны, за счёт радаров, американцы вырвались в явные лидеры. При этом радары позволяли вести огонь в любых условиях видимости. В какой-то мере это было недостатком, так как бой «Саут Дакоты» у Гуадалканала показал, что боевая устойчивость современного линкора больше зависит от работоспособности радаров и системы управления огнём, чем от боевых повреждений котельно-машинных установок и артиллерии. Но по задумке теоретиков американский линкор должен был маневрировать, удерживая противника на большой дистанции, и, пользуясь более точной СУАО и более мощным вооружением, наносить ему повреждения, находясь вне зоны эффективного поражения. Бои британских и немецких линкоров только подтвердили, что исход боя решает способность линкора вести огонь. При этом в первую очередь выходят из строя артиллерия и системы управления огнём. Системы же управления огнём просто физически не могли иметь адекватной защиты, поэтому на первое место выходила не толщина главного броневого пояса, а совершенство СУАО.
| Характеристики башен главного калибра линкоров начального периода Второй мировой войны (1941 год) | Характеристики башен главного калибра линкоров начального периода Второй мировой войны (1941 год) | Характеристики башен главного калибра линкоров начального периода Второй мировой войны (1941 год) | Характеристики башен главного калибра линкоров начального периода Второй мировой войны (1941 год) | Характеристики башен главного калибра линкоров начального периода Второй мировой войны (1941 год) | Характеристики башен главного калибра линкоров начального периода Второй мировой войны (1941 год) | Характеристики башен главного калибра линкоров начального периода Второй мировой войны (1941 год) | Характеристики башен главного калибра линкоров начального периода Второй мировой войны (1941 год) | Характеристики башен главного калибра линкоров начального периода Второй мировой войны (1941 год) |
| Орудие                                                                                            | 15″/42 Mark I                                                                                     | 16″/45 Mark I                                                                                     | 14″/45 Mark VII                                                                                   | 38 cm/52 SK C/34                                                                                  | 380 мм/45 Model 1935                                                                              | 381 мм/50 Model 1934                                                                              | 16″/45 Mark 6                                                                                     | 40 см/45 Type 03                                                                                  |
| ------------------------------------------------------------------------------------------------- | ------------------------------------------------------------------------------------------------- | ------------------------------------------------------------------------------------------------- | ------------------------------------------------------------------------------------------------- | ------------------------------------------------------------------------------------------------- | ------------------------------------------------------------------------------------------------- | ------------------------------------------------------------------------------------------------- | ------------------------------------------------------------------------------------------------- | ------------------------------------------------------------------------------------------------- |
| Страна                                                                                            | Великобритания                                                                                    | Великобритания                                                                                    | Великобритания                                                                                    | Германия                                                                                          | Франция                                                                                           | Италия                                                                                            | США                                                                                               | Япония                                                                                            |
| Корабль                                                                                           | «Худ»                                                                                             | «Нельсон»                                                                                         | «Кинг Джордж V»                                                                                   | «Бисмарк»                                                                                         | «Ришельё»                                                                                         | «Литторио»                                                                                        | «Вашингтон»                                                                                       | «Нагато»                                                                                          |
| Количество стволов                                                                                | 2                                                                                                 | 3                                                                                                 | 4                                                                                                 | 2                                                                                                 | 4                                                                                                 | 3                                                                                                 | 3                                                                                                 | 2                                                                                                 |
| Скорострельность на ствол, выстрелов/мин                                                          | 2                                                                                                 | 1,5                                                                                               | 2                                                                                                 | 2,3—3                                                                                             | 1,2—2,2                                                                                           | 1,3                                                                                               | 2                                                                                                 | 1,5—2,5                                                                                           |
| Угол возвышения стволов, °                                                                        | −3/+30                                                                                            | −3/+40                                                                                            | −3/+40                                                                                            | −5/+30                                                                                            | −5/+35                                                                                            | −5/+35                                                                                            | /+45                                                                                              | /+43                                                                                              |
| Масса вращающейся части, т                                                                        | 894                                                                                               | 1504                                                                                              | 1557                                                                                              | 1052                                                                                              | 2476                                                                                              | 1595                                                                                              | 1460                                                                                              | 1020                                                                                              |
| Скорость вращения горизонтальная, °/с                                                             | 2                                                                                                 | 4                                                                                                 | 2                                                                                                 | 5                                                                                                 | 5                                                                                                 | 6                                                                                                 | 4                                                                                                 | 3                                                                                                 |
| Скорость подъёма стволов, °/с                                                                     | 5                                                                                                 | 10                                                                                                | 8                                                                                                 | 6                                                                                                 | 5,5                                                                                               | 6                                                                                                 | 12                                                                                                | 5                                                                                                 |
| Внутренний диаметр барбета, м                                                                     | 9,3                                                                                               | 11,43                                                                                             | 12,19                                                                                             | 10                                                                                                | 13,3                                                                                              | 13,19                                                                                             | 11,35                                                                                             |                                                                                                   |
| Бронирование башен, мм                                                                            |                                                                                                   |                                                                                                   |                                                                                                   |                                                                                                   |                                                                                                   |                                                                                                   |                                                                                                   |                                                                                                   |
| Лоб                                                                                               | 381                                                                                               | 406                                                                                               | 324                                                                                               | 360                                                                                               | 430                                                                                               | 350                                                                                               | 406                                                                                               | 356                                                                                               |
| Борт                                                                                              | 305                                                                                               | 228                                                                                               | 224                                                                                               | 220                                                                                               | 300                                                                                               | 200                                                                                               | 249                                                                                               | 200                                                                                               |
| Крыша                                                                                             | 127                                                                                               | 184                                                                                               | 149                                                                                               | 130                                                                                               | 195                                                                                               | 200                                                                                               | 178                                                                                               | 270                                                                                               |
| Барбет                                                                                            | 305                                                                                               | 381                                                                                               | 305—343                                                                                           | 340                                                                                               | 405                                                                                               | 350                                                                                               | 373—406                                                                                           | 305                                                                                               |
| Бронирование корабля, мм                                                                          |                                                                                                   |                                                                                                   |                                                                                                   |                                                                                                   |                                                                                                   |                                                                                                   |                                                                                                   |                                                                                                   |
| Палуба                                                                                            | 51+76                                                                                             | 171                                                                                               | 136                                                                                               | 80+95                                                                                             | 170+40                                                                                            | 45+150                                                                                            | 37+140                                                                                            | 145                                                                                               |
| Борт                                                                                              | 305                                                                                               | 356                                                                                               | 381                                                                                               | 320                                                                                               | 330                                                                                               | 70+280                                                                                            | 305                                                                                               | 305                                                                                               |